# Egyes számrendszer

A nyolcas szám ábrázolásának néhány lehetséges módja egyes számrendszerben

Az egyes számrendszer vagy unáris számrendszer a legegyszerűbb számrendszer, amely a természetes számok ábrázolására alkalmazható. Lényege, hogy az N számot egy tetszőlegesen megválasztott, az 1 értékét jelölő szimbólum („számjegy”) N-szeri ismétlésével jelöli. Az ujjakon való számolás is az egyes számrendszer használatának felel meg.
A számok könnyebb kiolvasása érdekében elterjedt módszer az 1 értékét jelölő szimbólumok csoportosítása. Ez leginkább ötösével történik, ami visszavezethető az egy kézen lévő ujjak számára.

A Kínában, Japánban és Koreában használt 正 jel az ötös csoportosítás egyik módja.

## Fordítás
- Ez a szócikk részben vagy egészben  az   Unary numeral system című angol Wikipédia-szócikk ezen változatának fordításán alapul.  Az eredeti cikk szerkesztőit annak laptörténete sorolja fel. Ez a jelzés csupán a megfogalmazás eredetét és a szerzői jogokat jelzi, nem szolgál a cikkben szereplő információk forrásmegjelöléseként.